# Peter von Seers
Peter von Seers (* 1666; † 4. Dezember 1731 in Pillau) war ein preußischer Generalmajor, Chef des Garnisons-Regiments Nr. 2 und Kommandant der Festung Pillau.

## Leben

### Herkunft
Seers gehörte zu den Flüchtlingen, die Frankreich nach dem Edikt von Nantes verlassen hatten und sich in Brandenburg niederlassen konnte.

### Werdegang
Um 1674 unter Kurfürst Friedrich Wilhelm trat er der Armee bei. 1786, während der Belagerung von Ofen konnte er sich auszeichnen. Er war 1695 Junker bei der Leibgarde. Im Jahr 1692 avancierte er im Infanterie-Regiment Nr. 15 zum Leutnant, am 15. Juni 1697 Stabskapitän, am 5. April 1705 bzw. 1709 Oberstleutnant und im Jahr 1718 Oberst. Als solcher wurde er in das Regiment Nr. 19 versetzt. Mit diesem Regiment kam er im Januar 1725 nach Pillau. Dort erhielt er die Kommandantenstelle und das Garnisonsbataillon. Im Jahr danach, 1726, wurde er zum Generalmajor ernannt.
Er hatte im Großen Nordischen Krieg 1702 bis 1713 am Feldzug gegen Frankreich und 1715 an der Belagerung von Stralsund teilgenommen.
Er wurde auf seinen Wunsch hin in Burg Lochstedt beigesetzt.

### Familie
Seine Frau war seit 1700 Susanne de Hautcharmois (1679–1754). Francoise St. Laurent, Tochter des Conseiller au Parlement de Orange Louis de St. Laurent, welche von Tollin als ein Ehefrau genannt wird, ist nach Priesdorff die erste Gattin des Generalmajor Philipp Loth von Seers, welcher wiederum von König und Poten als der hierhin gehörige Sohn angesehen wird.